# MiFi

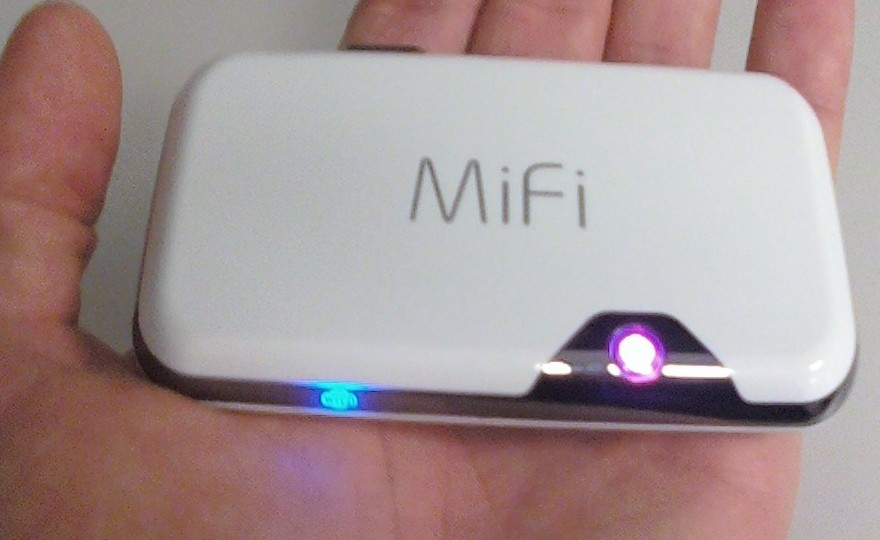
Novatel MiFi™ 2372.

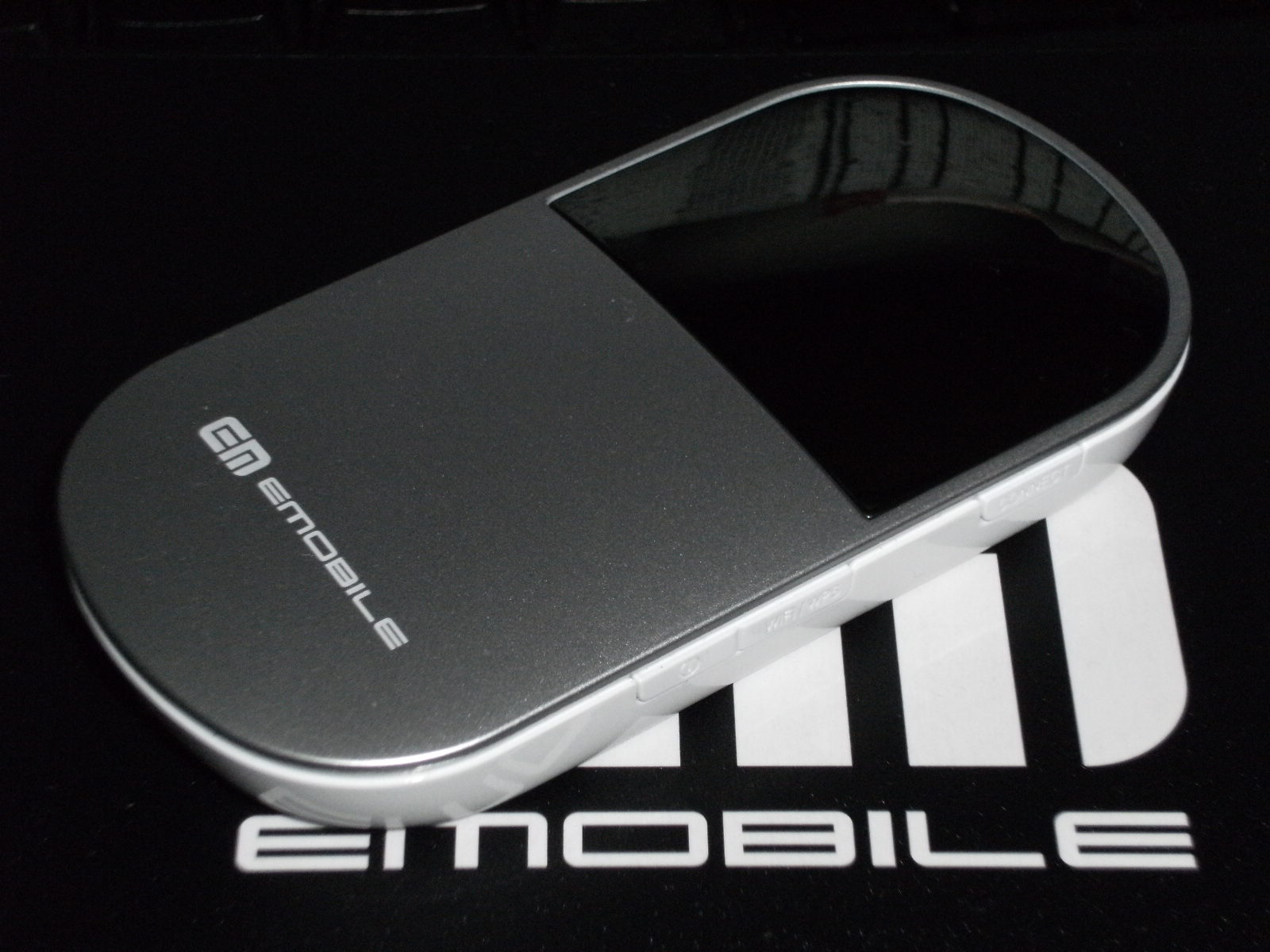
Huawei D25HW.

MiFi es el nombre comercial creado por Novatel Wireless (Inseego Corp.) usado para referirse a un enrutador inalámbrico que actúa como hotspot wifi móvil. Aunque la empresa nunca se ha pronunciado al respecto, se cree que "MiFi" hace referencia a "Mi WiFi".
Un MiFi puede conectarse a una red móvil y proporcionar acceso a internet hasta a diez dispositivos simultáneamente.
El primer MiFi fue lanzado en Estados Unidos en mayo de 2009 por Novatel Wireless.

## Funcionamiento
La MiFi establece conectividad de banda ancha de alta velocidad que puede ser compartida hasta por diez usuarios a la vez.
Se puede utilizar con múltiples dispositivos WiFi como: ordenadores de sobremesa, portátiles, tabletas, teléfono móvil, cámaras, consolas de videojuegos y reproductores mp3. En muchos casos, por ejemplo el iPad de Apple, puede sustituir tener una conexión a internet dentro del dispositivo, y no hará falta que pagues por otro servicio más.
Además, algunos dispositivos pueden ser usados como memoria USB ya que cuentan con espacio de almacenamiento interno e incluso pueden ser ampliados con tarjetas de memoria.
Al momento de usarse, los dispositivos se conectan a la red Mifi como a una red más. Las velocidades de transferencia alcanzables varían según el nivel de servicio y el tipo de red (por ejemplo, 3G o 4G) a la que esté vinculada.

## Tipos
Hay de dos tipos, aquellas en las que se puede introducir la tarjeta SIM y aquellas conocidas como Bases WiFi para módem USB 3G.

### Bases WiFi
Por lo general, los routers de gama más alta suelen incluir varios puertos USB, tanto para transmisión de multimedia a otros dispositivos (por ejemplo, a una Televisión inteligente con WiFi), como para conectar un módem de banda ancha móvil.

## Fabricantes
- Novatel Wireless
- D-Link
- Huawei
- Sierra Wireless
- ZTE
- TCL
- TP-Link
- Netgear